# Такуари
Такуари (на португалски: Taquari) е град в Южна Бразилия, щат Рио Гранде до Сул. Намира се на 70 km северозападно от Порту Алегри. Населението му е около 26 600 души (2009).

## Личности
В Такуари е роден футболистът Тиаго Силва (р. 1979).
1. ↑  www.ibge.gov.br //   Посетен на 24 октомври 2023 г.